# Cunera de Rhenen
Cunera de Rhenen, aussi connue par Kunera ou encore par sainte Cunera ou sainte Kunera de Rhenen, (assassinée par strangulation à Rhenen, diocèse d'Utrecht, 28 octobre vers 377 ou 340) est la protagoniste de la légende d'une sainte, dans laquelle elle est reconnue comme vierge et martyre. Son nom est mentionné pour la première fois en 1016. Cunera est la sainte patronne de la ville de Rhenen aux Pays-Bas et protectrice des chevaux et elle est invoquée contre les maladies animales et les gorges douloureuses. Ses attributs sont la clé et le foulard.

## Légende
Lorsque sainte Ursule de Cologne et ses onze mille vierges furent assaillies par les Huns près de Cologne au IVe siècle, Cunera - une princesse des Orcades - fut sauvée par le roi du Rhin (ou le roi de Rhenen), qui la cacha sous son manteau et l'emmena dans son palais à Rhenen. Elle s'est alors, très rapidement, fait aimer du peuple pour sa gentillesse et son souci des pauvres. Le roi lui a également confié la clé de ses entrepôts. Cette estime populaire et royale suscita la jalousie de la reine. Une fois, pendant que le roi était à la chasse, Cunera a été étranglée sur ordre de la reine, par son chambellan à l'aide d'un foulard. Elle fut secrètement enterrée dans une écurie. Le crime fut miraculeusement découvert grâce à l'agitation inhabituelle des chevaux. La reine s'est suicidée en sautant du Heimenberg (nl); le chambellan a été décapité en condamnation du meurtre. Après la mort de Cunera, de nombreuses personnes ont été guéries en se rendant sur sa tombe. On croyait également que les navires ne faisaient pas naufrage grâce à son aide.

### Faits historiques
La légende latine de Cunera remonte au XIVe siècle, mais est probablement écrite d'après des sources plus anciennes. Une version néerlandaise en prose, qui fut plus tard incluse dans La Légende dorée, date également du XIVe siècle et une version rimée du XVe siècle. Vers 1500, le roi du Rhin de la légende fut associé au nom de Radboud, du nom du roi des Frisons, Radbod Ier de Frise, qui - comme les rumeurs le prétendaient alors - avait aidé les Huns lors du siège de Cologne. Son petit-fils du même nom aurait - selon une chronique du XVIe siècle - pu être marié à Amarra, une princesse du pays des Huns (c'est-à-dire la Hongrie). Il n'est plus possible de savoir s'il y a eu des événements historiques à la base de cette légende. Comme pour Ursule, le caractère historique de la personne de Cunera est mis en doute.
En 1832, alors propriétaire du domaine de Prattenburg (nl), H.M.A.J. van Asch van Wijck (nl) a raconté que le meurtre de sainte Cunera y aurait pris place en ce lieu et qu'elle aurait été enterrée dans l'écurie du domaine. Cependant, le nom Prattenburg n'apparaît dans aucun des écrits médiévaux et ce domaine portant ce nom précis n'est connu qu'au XVIe siècle.
Les œuvres de fiction reprenant la légende de Cunera continuent à être écrites. Au XXIe siècle, la reine meurtrière a reçu le nom d'Adelgonde.

## Culte
Trois siècles après sa mort, l'évêque d'Utrecht, saint Willibrord, fit canoniser et inhumer Cunera dans l'église de Rhenen. Un grand pèlerinage à Rhenen a alors été initié, lié également à la tenue du marché aux chevaux annuel. Cela a conduit à la consécration de la Petruskerk à cette personnalité et plus tard, à la nouvelle construction de l'église et de son clocher dédié à Cunera; elle fut achevée en 1531. Lorsque la Cunerakerk a été reprise par les calvinistes au moment de la Réforme en 1580, outre la suppression de toutes les images figuratives du sanctuaire religieux catholique, les reliques ont été déplacées à Emmerik dans le duché de Clèves et à Bedaf près d'Uden. Dans le musée du couvent Sainte-Catherine à Utrecht, une pièce de tissu peut être vue, qui passe pour être le foulard original ayant été utilisé pour l'assassinat ou dwaal van Cunera. Mais il s'agit d'un morceau de lin copte du IVe  ou  Ve siècle.
La fête de Cunera est célébrée le 12 juin.

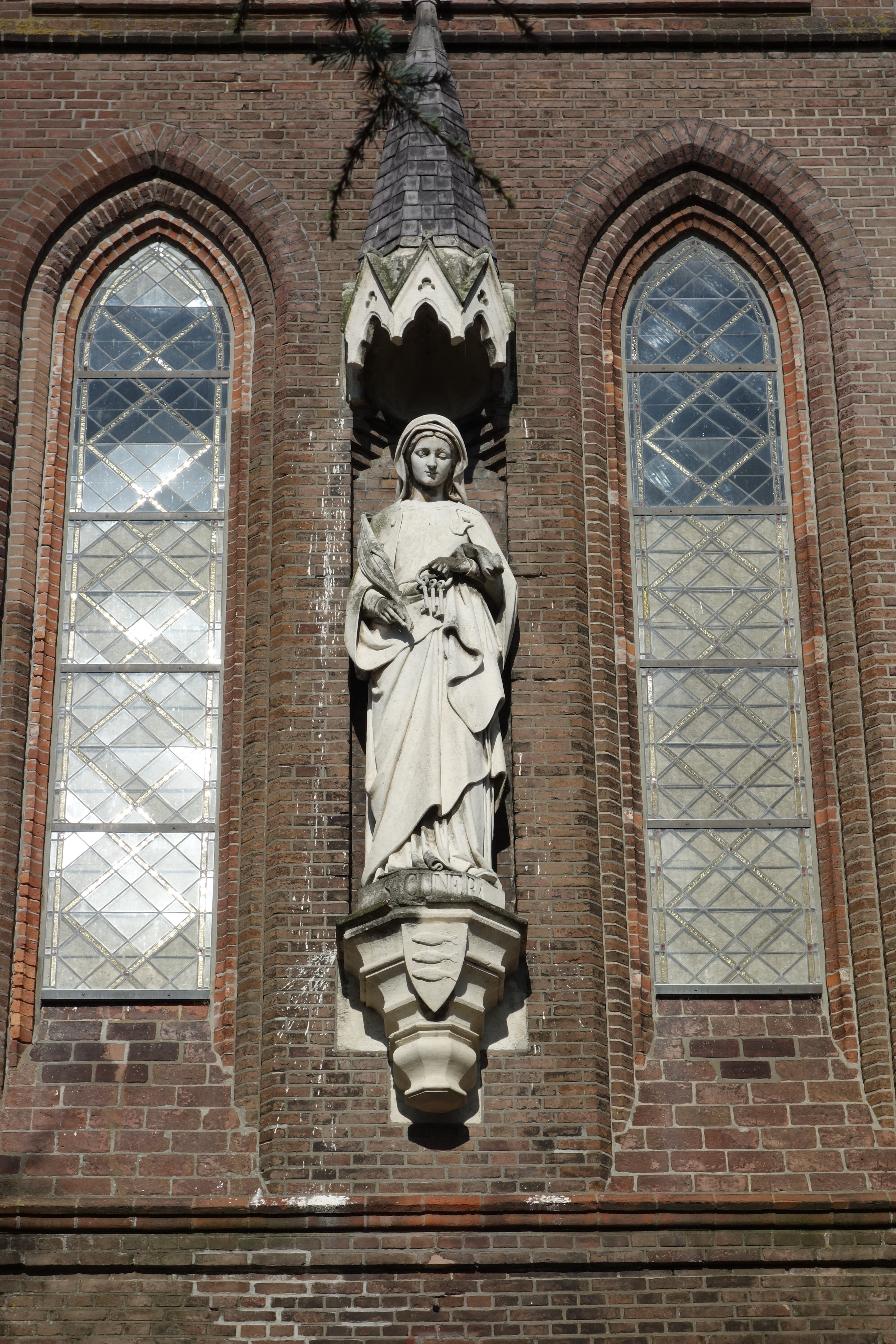
L'église Cunerakerk à Nibbixwoud.
Statue de sainte Cunera, vers 1500, collection du musée du couvent Sainte-Catherine, à Utrecht.
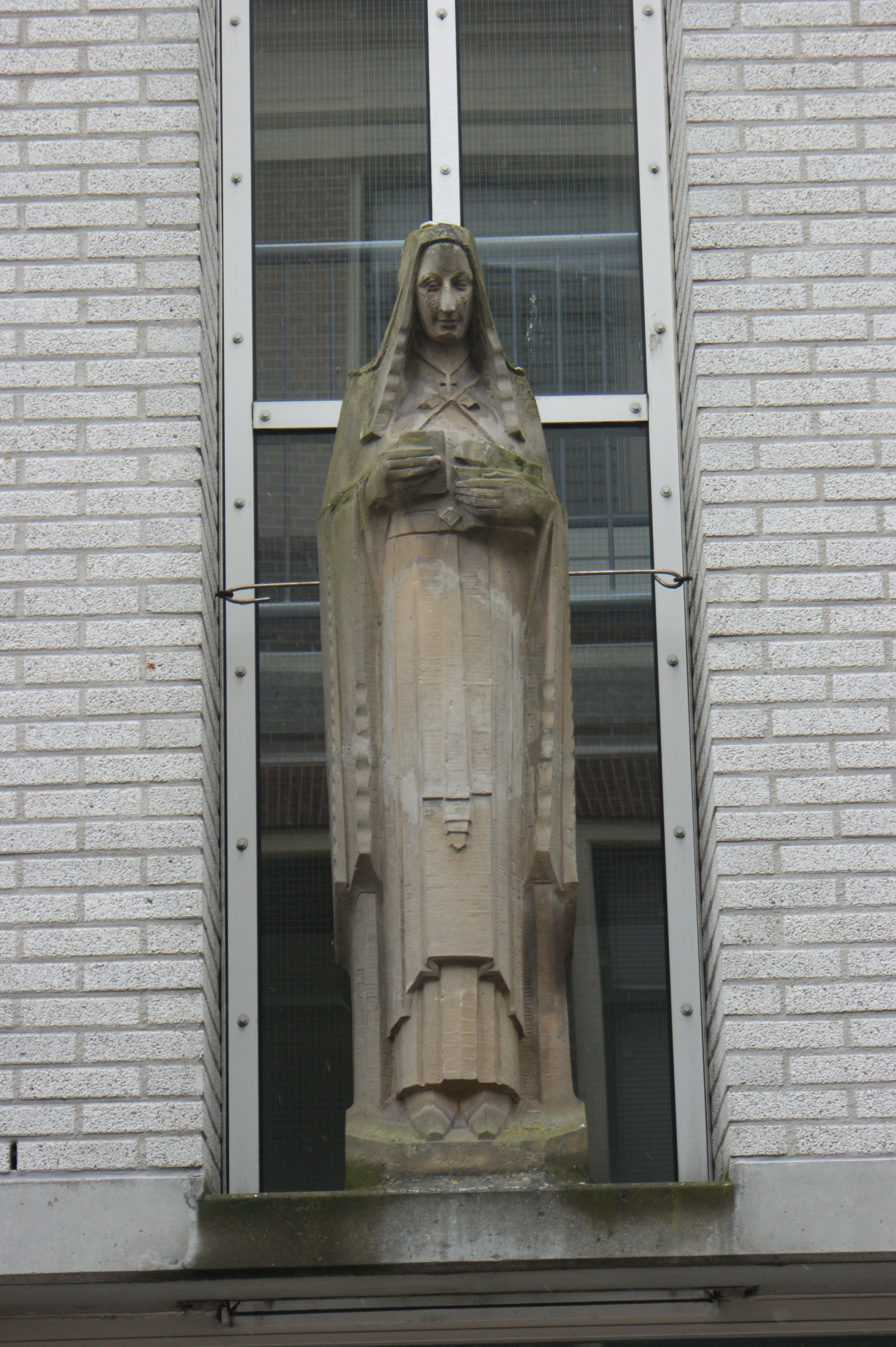
Statue de sainte Cunera (Hogewoerd, Leyde)
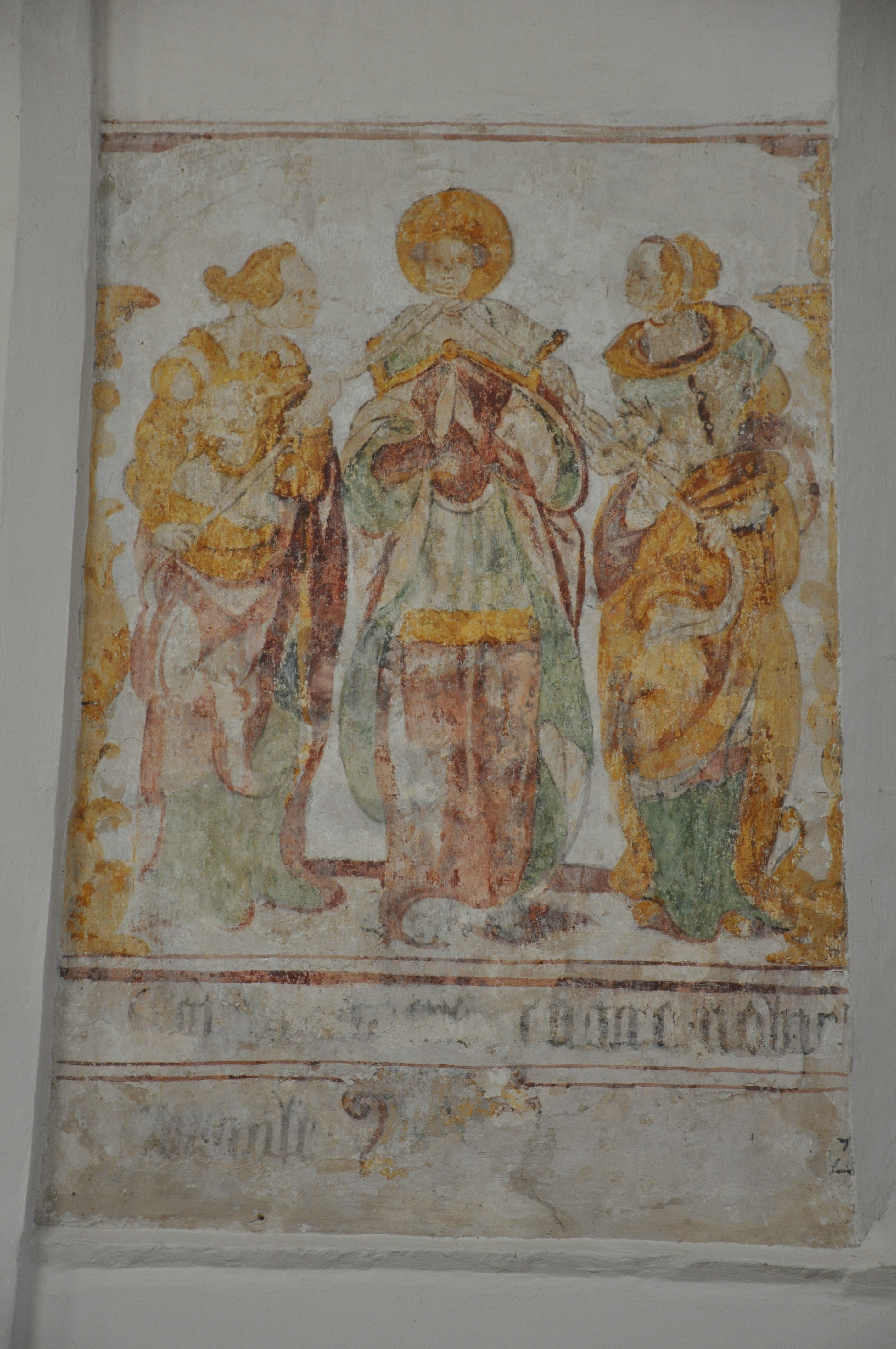
Fresque murale dans l'église de Terwolde montrant Cunera étranglée avec son foulard.
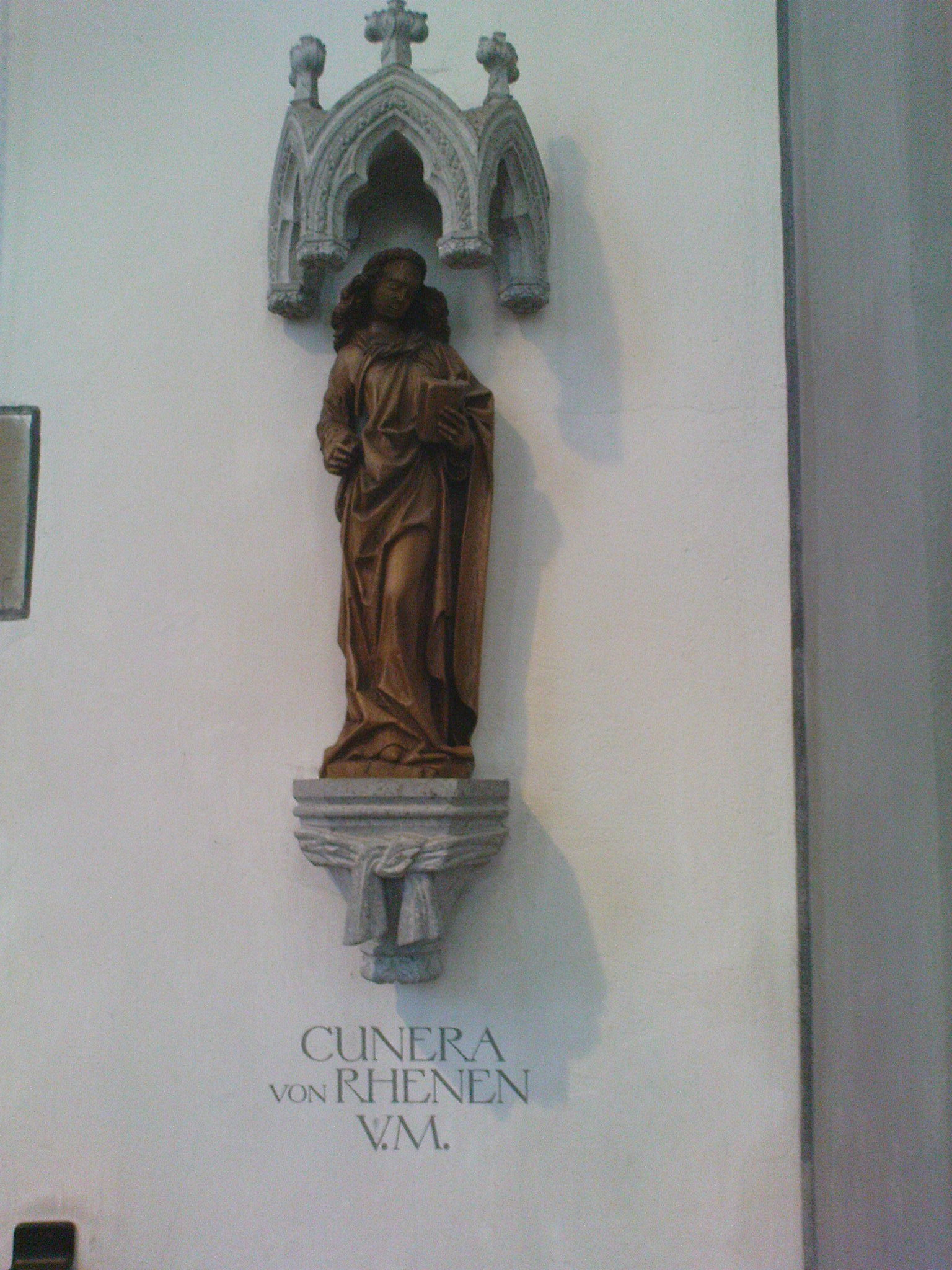
Statue de sainte Cunera (dans la Stiftskirche à Clèves, Allemagne)

## Sources
- Dimphéna Groffen, Cunera in: Digitaal Vrouwenlexicon van Nederland